# Китастий Юліян Петрович
Юліян Китастий (23 січня 1958, Детройт) — композитор, співак, диригент, кобзар, бандурист, сопілкар. Заслужений артист України (2021).

## Життєпис
Народився у Детройті, США. Освіту здобув в Монреалі в консерваторії Університету Конкордія (композиція і вокал).
Гру на бандурі вивчив від батька — Петра Китастого. В 1980 році став мистецьким керівником Нью-Йорської школи гри на бандурі, ансамблів Гомін Степів, New York Bandura Ensemble, та авангардного ансамблю Experimental Bandura Trio.
Гру Юліяна Китастого на бандурі можна чути у фільмі «Поводир» (2013, The Guide).
Співпрацює з Мар'яною Садовською, Наталією Половинкою, Алексіс Кохан, Ву Ман, Майклом Альпертом.
Серед його учнів — Юрій Фединський, Михайло Андрець і Роман Туровський.

## Нагороди і звання
- Заслужений артист України (23 серпня 2021) — за вагомий особистий внесок у розвиток міждержавного співробітництва, зміцнення міжнародного авторитету України, популяризацію її історико-культурної спадщини[5]